# Yvon Chouinard
Yvon Chouinard (Lewiston, 9 novembre 1938) è un arrampicatore, alpinista e imprenditore statunitense.
Con attrezzature tecniche di sua invenzione, ha partecipato all'epoca d'oro della scalata nel parco nazionale di Yosemite negli anni '60, promuovendo il Clean climbing. Negli anni 1970, ha contribuito a sviluppare la moderna arrampicata su ghiaccio.

## Biografia
Il padre di Chouinard era un tuttofare, meccanico e idraulico franco-canadese. Nel 1947 lui e la sua famiglia si trasferirono dal Maine nella California del Sud. Tra i suoi primi compagni di arrampicata c'erano Royal Robbins e Tom Frost. Membro del Sierra Club, in gioventù fondò il Southern California Falconry Club, e le sue ricerche sui nidi di falco lo portarono all'arrampicata su roccia. Per risparmiare e per adattarsi al suo modo di scalare, decise di crearsi da sé l'attrezzatura d'arrampicata; proprio per crearsi l'attrezzatura alpinistica, imparò da autoditatta il mestiere del fabbro e col tempo avviò una propria attività.
Nel 1971 Chouinard incontrò e sposò sua moglie, Malinda Pennoyer, studentessa di arte ed economia domestica alla California State University, Fresno. Dal loro matrimonio nacquero un figlio (Fletcher) e una figlia (Claire).

### Yosemite
Chouinard fu uno dei maggiori esponenti della "Golden Age of Yosemite Climbing" (epoca d'oro dell'arrampicata nello Yosemite) e fu anche protagonista del film Valley Uprising avente ad oggetto la Golde Age. Nel 1964 partecipò alla prima ascensione dell'North America Wall senza usare corde fisse (con Royal Robbins, Tom Frost e Chuck Pratt). L'anno dopo, insieme a TM Herbert fece la Muir Wall su El Capitan migliorando lo stile rispetto alle precedenti ascensioni. Chouinard diventò uno dei maggiori sostenitori dell'importanza dello stile nello sport dell'arrampicata.
Nel 1961 visitò il Canada occidentale con Fred Beckey e fece numerose ascensioni importanti, anche da primo: tra queste la Parete nord del Monte Edith Cavell (montagne rocciose), la Beckey-Chouinard Route nella South Howser Tower nel Bugaboos (Purcell Mountains), e la parete nord del Mount Sir Donald (Selkirk Mountains). Queste salite fecero crescere in lui l'idea di applicare le tecniche di arrampicata sulle big-wall di Yosemite all'arrampicata in montagna, contribuendo in modo importante all'alpinismo moderno di alto livello.
Nel 1961 visitò Shawangunk Ridge per la prima volta, arrampicando in libera il primo tiro di matinee (la più dura arrampicata libera fatta a Shawangunk Ridge fino a quel momento). In tale occasione introdusse chiodi di acciaio al cromo-molibdeno, e ciò fu una vera rivoluzione nel settore delle "protezioni in scalata". Nel 1968 scalò il monte Fitz Roy in Patagonia seguendo una nuova via (The Californian Route, terza salita in assoluto alla montagna) con Dick Dorworth, Chris Jones, Lito Tejada-Flores e Douglas Tompkins.
Chouinard ha anche fatto arrampicata sulle Alpi europee e in Pakistan.

### Chouinard Equipment, Ltd.
Nel 1957 Chouinard comprò una forgia a carbone di seconda mano e cominciò a produrre chiodi in acciaio temperato da usare nella Yosemite Valley. La vendita di chiodi gli consentiva inoltre il sostentamento. Il miglioramento dei chiodi da parete fu importante per la nascita dell'arrampicata su big-wall dello Yosemite dal 1957 al 1960, ed il successo dei suoi chiodi lo indusse a fondare Chouinard Equipment, Ltd. Alla fine degli anni '60, Chouinard e il suo partner commerciale Tom Frost cominciarono a studiare l'equipaggiamento da arrampicata su ghiaccio e reinventarono l'attrezzatura base (ramponi e picozza) per scalare pareti più inclinate. Dopo aver fatto dei viaggi sulle Alpi e sui ghiacciai della Sierra Nevada Chouinard, cercò di apportare significativi cambiamenti alla tecnica e alla tecnologia utilizzata nell'arrampicata su ghiaccio. Tra questi, ha reso i ramponi meno flessibili, appositamente per l'arrampicata frontale. Questa nuova attrezzatura ed il suo libro Climbing Ice (1978) diedero il via alla moderna arrampicata su ghiaccio.
Attorno al 1970 Chouinard diventò consapevole che l'utilizzo di chiodi d'acciaio prodotti dalla sua azienda stava causando gravi danni alle fessure dello Yosemite. Quindi, ancorché la produzione e la vendita di chiodi costituissero il 70% del suo reddito, tra il 1971 e il 1972 Chouinard e Frost introdussero nuovi dadi in alluminio, chiamati |Hexentrics e stoppers e impegnarono l'azienda nella difesa del nuovo stile di arrampicata chiamato "arrampicata pulita" (ovvero che non arreca danni alla roccia). Questo concetto rivoluzionò l'arrampicata e incrementò ulteriormente il successo dell'azienda, a discapito della vendita di chiodi, sua principale fonte di guadagno. Chouinard e Frost fecero domanda per un brevetto statunitense sugli Hexentrics nel 1974, che gli fu concesso in data 6 aprile 1976. Questi sono ancora prodotti da Black Diamond. Nel 1989 Chouinard Equipment, Ltd. presentò infatti un'istanza di bancarotta: i suoi beni vennero acquisiti dai suoi impiegati e l'azienda fu ristabilita come Black Diamond Equipment, Ltd.

### Patagonia
Chouinard è noto anche per aver fondato la compagnia di abbigliamento ed attrezzature sportive Patagonia. Nel 1970, durante un viaggio in Scozia, acquistò alcuni lotti di magliette da rugby, che al rientro vendette con grande successo. Da questo modesto inizio, l'azienda Patagonia si sviluppò producendo una vasta gamma di capi di abbigliamento tecnico e resistente. Nel settembre 2022 Chouinard ha annunciato al New York Times la sua intenzione di cedere la società, valutata circa 3 miliardi di dollari, a un fondo ad hoc e a un'organizzazione no-profit, al fine di assicurare che tutti i profitti (circa 100 milioni di dollari l'anno), siano utilizzati per combattere il cambiamento climatico e altre cause ambientaliste.